# Pensacola (lớp tàu tuần dương)
Pensacola là một lớp tàu tuần dương hạng nặng của Hải quân Hoa Kỳ, và là những chiếc "tàu tuần dương hiệp ước" đầu tiên, được thiết kế trong khuôn khổ được giới hạn trong Hiệp ước Hải quân Washington, cho phép tàu tuần dương có lượng rẽ nước tối đa 10.000 tấn và dàn pháo chính có cỡ nòng không quá 8 inch (203 mm).

## Thiết kế
Trong một nỗ lực nhằm giữ cho trọng lượng choán nước nằm trong giới hạn của Hiệp ước, trong khi vẫn có thể trang bị một dàn pháo chính lên đến mười khẩu pháo 8 inch (203 mm), lườn tàu được chế tạo bằng kỹ thuật hàn, và đai giáp khá mỏng chỉ thay đổi trong khoảng 2,5–4 in (64–102 mm). Vỏ giáp này không đủ để bảo vệ những phần trọng yếu của con tàu khỏi đạn pháo 8 inch (203 mm) của đối phương và không dày hơn vỏ giáp của tàu tuần dương trang bị pháo 6 inch (152 mm).
Trong thực tế, thoạt tiên Pensacola (CA-24) và Salt Lake City (CA-25) được xếp loại là những tàu tuần dương hạng nhẹ với ký hiệu lườn CL do chỉ có lớp vỏ giáp tối thiểu, cho đến khi được phân lớp lại vào tháng 7 năm 1931 như là tàu tuần dương hạng nặng CA, vì theo quy ước mới của Hiệp ước Hải quân London, mọi tàu tuần dương có cỡ pháo lớn hơn 6 inch (152 mm) đều là tàu tuần dương hạng nặng. Sàn tàu ngang bằng và dàn pháo chính được phân phối đồng đều cho phía trước và phía sau, chúng trông đẹp mắt và được bố trí cân bằng.
Dàn hỏa lực chính bao gồm mười khẩu pháo 8 inch (203 mm), gồm hai tháp pháo nòng đôi trên sàn tàu chính và hai tháp pháo ba nòng bắn thượng tầng. Mọi khẩu pháo trong mỗi tháp pháo đều được gắn chung trên một bệ duy nhất, nên không thể nâng lên ở góc cao độc lập với nhau. Không may là do sự sắp xếp dàn pháo chính một cách bất thường, và cột ăn-ten phía trước ba chân nặng nề, chúng bị nặng đầu và có xu hướng bị chòng chành. Điều này phối hợp chiều cao khuynh tâm phía trước nhỏ làm cho chúng trở thành những tàu có đặc tính đi biển kém so với các thiết kế sau này. Các cải biến về lườn tàu và cấu trúc thượng tầng được các xưởng tàu thực hiện vào giữa những năm 1930 để nhằm giảm thiểu độ chòng chành này.

## Chế tạo
Hải quân chỉ chế tạo hai chiếc trong lớp này trước khi chuyển sang thiết kế lớp Northampton. Nhiều thiếu sót của lớp Pensacola được chỉnh sửa bằng cách giảm dàn pháo chính xuống còn ba tháp pháo ba nòng (hai phía trước, một phía sau) và bổ sung một tầng phía trên của cấu trúc thượng tầng phía trước.

## Phục vụ
Cả hai chiếc Pensacola và Salt Lake City đều đã phục vụ trong suốt Chiến tranh thế giới thứ hai tại Mặt trận Thái Bình Dương, tham gia một loạt các chiến dịch quan trọng trong cuộc xung đột; riêng Pensacola bị hư hại nặng trong Trận Tassafaronga và phải sửa chữa mất mười tháng. Cả hai chiếc tàu tuần dương đã sống sót cho đến khi chiến tranh kết thúc.
Sau chiến tranh cả hai được cho xuất biên chế và đều được sử dụng như lườn tàu phục vụ cho việc thử nghiệm bom nguyên tử trong khuôn khổ Chiến dịch Crossroads tại Thái Bình Dương. Sống sót qua cả hai vụ nổ nguyên tử trên không và ngầm dưới nước, cả hai được kéo về Hoa Kỳ và bị đánh chìm tại bờ Tây vào năm 1948.

## Những chiếc trong lớp
| Tàu                    | Đặt lườn             | Hạ thủy             | Hoạt động            | Số phận                                                                 |
| Pensacola (CA-24)      | 27 tháng 10 năm 1926 | 25 tháng 4 năm 1929 | 6 tháng 2 năm 1930   | Ngừng hoạt động 26 tháng 8 năm 1946; bị đánh chìm như mục tiêu năm 1948 |
| Salt Lake City (CA-25) | 9 tháng 6 năm 1927   | 23 tháng 1 năm 1929 | 11 tháng 12 năm 1929 | Ngừng hoạt động 29 tháng 8 năm 1947; bị đánh chìm như mục tiêu năm 1948 |